# Bojanegara
Bojanegara is een bestuurslaag in het regentschap Purbalingga van de provincie Midden-Java, Indonesië. Bojanegara telt 5838 inwoners (volkstelling 2010).